# Цюй Бо
Цюй Бо (кит. 曲波, пиньинь Qǔ Bō, род. 15 июля 1981 года, в городе Тяньцзинь, КНР) — китайский футболист, нападающий. Выступал за сборную Китая. В составе национальной команды Китая был участником кубка мира 2002 года.

## Клубная карьера
Цюй Бо начал футбольную карьеру в молодёжной команда родного города Тяньцзинь «Тяньцзинь Локомотив», в которой он успел отличиться как хороший нападающий. В 2000 году игрок затем перешёл в команду Суперлиги «Циндао Чжуннэн». Сумма трансфера составила 4,3 млн юаней. Цюй Бо быстро получил место в основном составе, выступал в семнадцати играх и проявил себя как перспективный молодой игрок, забив восемь голов. Это позволило выиграть титул «Молодого игрока 2000 года» по версии Китайской футбольной ассоциации. Цюй Бо продолжил своё становление в качестве ключевого игрока и по итогам выступлений на Кубке Мира по футболу 2002, после которого игроком заинтересовалась команда Английской Премьер-лиги «Тоттенхем Хотспур». Однако договоренность не была достигнута в связи с длительным сроком рассмотрения заявление на работу. По возвращении в Циндао, Цюй Бо вновь вернулся в состав и помог клубу завоевать первый в истории Кубок Китайской футбольной ассоциации по итогам розыгрыша 2002 года. 22 февраля 2010 года игрок принял решение перейти в «Шэньси Чаньба».

## Международная карьера
Международная карьера игрока началась достаточно рано, его игра привлекла внимание на Молодежном Чемпионате Азии 2000 года для игроков до 19 лет. В этом турнире он забил четыре мяча за сборную. После Молодёжного чемпионата мира ФИФА 2001 года Цюй Бо заметил тренер главной сборной Китая Бора Милутинович, он и включил игрока в состав команды на Чемпионат мира по футболу 2002. При этом, Милутинович предпочитал ставить Цю Бо на фланг, где он мог продемонстрировать свои лучшие качества. Однако после первоначального успеха в главной команде страны, в дальнейшем Цюй Бо нерегулярно попадал в сборную. Так, он не попал в состав сборной на Кубок Азии по футболу 2004 года, а затем получил повреждение и не смог принять участие в Кубке Азии по футболу 2007 года, который проходил в КНР. Несмотря на это, игрок смог вернуть себе место в основном составе сборной после нескольких удачных квалификационных матчей.

## Голы за национальную команду
В списке результатов голы Китая представлены первыми.
По данным: 28 июля 2011
| №  | Дата             | Место        | Соперник              | Счёт | Результат | Соревнование                                             |
| -- | ---------------- | ------------ | --------------------- | ---- | --------- | -------------------------------------------------------- |
| 1  | 27 января 2001   | Окленд       | США                   | 1-2  | 1-2       | Товарищеский матч                                        |
| 2  | 6 мая 2001       | Пномпень     | Камбоджа              | 2-0  | 4-0       | Чемпионат мира по футболу 2002 (отборочный турнир)       |
| 3  | 13 октября 2001  | Шэньян       | Катар                 | 2-0  | 3-0       | Чемпионат мира по футболу 2002 (отборочный турнир)       |
| 4  | 12 декабря 2002  | Манама       | Бахрейн               | 2-2  | 2-2       | Товарищеский матч                                        |
| 5  | 21 октября 2007  | Фошань       | Мьянма                | 1-0  | 7-0       | Чемпионат мира по футболу 2010 (отборочный турнир, Азия) |
| 6  | 21 октября 2007  | Фошань       | Мьянма                | 7-0  | 7-0       | Чемпионат мира по футболу 2010 (отборочный турнир, Азия) |
| 7  | 27 января 2008   | Чжуншань     | Сирия                 | 1-0  | 2-1       | Товарищеский матч                                        |
| 8  | 15 марта 2008    | Куньмин      | Таиланд               | 1-0  | 3-3       | Товарищеский матч                                        |
| 9  | 23 апреля 2008   | Лос-Анджелес | Сальвадор             | 2-2  | 2-2       | Товарищеский матч                                        |
| 10 | 17 декабря 2008  | Маскат       | Оман                  | 1-1  | 1-3       | Товарищеский матч                                        |
| 11 | 14 января 2009   | Алеппо       | Сирия                 | 1-3  | 2-3       | Кубок Азии по футболу 2011 (отборочный турнир)           |
| 12 | 18 июля 2009     | Тяньцзинь    | Государство Палестина | 1-0  | 3-1       | Товарищеский матч                                        |
| 13 | 30 сентября 2009 | Хух-Хото     | Ботсвана              | 2-0  | 4-1       | Товарищеский матч                                        |
| 14 | 14 ноября 2009   | Бейрут       | Ливан                 | 2-0  | 2-0       | Кубок Азии по футболу 2011 (отборочный турнир)           |
| 15 | 14 февраля 2010  | Токио        | Гонконг               | 1-0  | 2-0       | Чемпионат Восточной Азии 2010                            |
| 16 | 14 февраля 2010  | Токио        | Гонконг               | 2-0  | 2-0       | Чемпионат Восточной Азии 2010                            |
| 17 | 26 июня 2010     | Куньмин      | Таджикистан           | 3-0  | 4-0       | Товарищеский матч                                        |
| 18 | 28 июля 2011     | Вьентьян     | Лаос                  | 1-0  | 6-1       | Чемпионат мира по футболу 2014 (отборочный турнир, Азия) |

## Достижения

### Клубные
«Циндао Чжуннэн»
- Кубок Китайской футбольной ассоциации: 2002

«Гуйчжоу Жэньхэ»
- Суперкубок Китайской футбольной ассоциации: 2014

### Национальная сборная
- Чемпионат Восточной Азии: 2010

### Личные
- Приз КФА Лучший молодой игрок года: 2000